# Грищенко Володимир Васильович
Володимир Васильович Гри́щенко (нар. 23 квітня 1955, Смяч) — український художник і педагог; член Спілки радянських художників України з 1985 року.

## Біографія
Народився 23 квітня 1955 року в селі Смячі (нині Корюківський район Чернігівської області, Україна). 1974 року за спеціальністю «художник-оформлювач» закінчив Київський художньо-промисловий технікум; у 1984 році за спеціальністю «художник-графік» закінчив Київський державний художній інститут (викладачі Олександр Ворона, Віталій Шостя).
Упродовж 1984—1986 років працював графіком у Житомирі. З 1987 року працював у Хмельницькому в художньо-виробничих майстернях. Мешкав у будинку на вулиці Маршала Рибалка, № 53, квартира № 57.
Працює в Києві на посаді старшого викладача кафедри графічного дизайну Київської державної академії декоративно-прикладного мистецтва і дизайну імені Михайла Бойчука.

## Творчість
Працює у галузі станкового живопису, станкової графіки, плаката. Серед робіт:
плакати
- «Майбутнє планети — діти» (1983);
- «Бережіть казкову красу природи» (1983);
- «Пам'яті полеглих будемо гідні» (1985);
- триптих «Космос повинен і буде служити людям» (1986);
- «Наша пісня, наша дума не вмре, не загине» (1990);
- «Час Ноя подібний до нашого!» (1991);
- «Homo sapiens?» (1991);
- «Уклін ветеранам війни» (1995);
- «Наша сила в єдності» (1995);

живопис
- триптих «Шлях» (1998, у співавторстві);
- серії
  - «Перевтілення» (1999);
  - «Ілюзія» (2002).

Автор серії графічних портретів «Класики образотворчого мистецтва України» — «Федір Кричевський», «Микола Лисенко», «Василь Касіян», «Георгій Нарбут», «Карпо Трохименко», «Олексій Шовкуненко» (усі — 1983), «Тарас Шевченко» (1987).
З 1982 року брав участь у республіканських, всесоюзних та міжнародних мистецьких виставках. Твори експонувались на престижних виставках в Манчестері (Англія), Мілані (Італія), в Японії та Німеччині. Персональні виставки відбулися у Житомирі у 1986, 1995 і 2005 роках, Хмельницькому у 2001—2003 і 2005 роках. Роботи публікувались в багатьох мистецьких журналах зокрема в японському журналі «Ідея», українському журналі «Образотворче мистецтво», в каталогах міжнародних виставок плакату Італії, Англії, Японії.
Роботи художника знаходяться в багатьох приватних галереях за кордоном, зокрема Італії, Франції, Німеччині, Великій Британії, США, Канаді, Чехії, Польщі.

## Відзнаки
- Почесна відзнака Міністерства України у справах сім'ї, молоді та спорту;
- Грамота обласної державної адміністрації Хмельницької області;
- Грамота голови міської адміністрації міста Хмельницького;
- Орден святих Кирила і Мефодія Української православної церкви Київського патріархату;
- Грамота Обласної ради народних депутатів Хмельницької області;
- Почесна грамота Київської державної академії декоративно-прикладного мистецтва і дизайну імені Михайла Бойчука (2015);
- Подяка Київського міського голови (2018)[1].